# Bombardeo de los Estados Unidos sobre Libia de 1986
El bombardeo de los Estados Unidos sobre Libia de 1986, nombre en clave «Operación El Dorado Canyon», hace referencia a la acción militar realizada por Estados Unidos sobre Libia, compuesta por el conjunto de ataques aéreos contra el país africano ocurridos el 15 de abril de 1986 por la Fuerza Aérea, la Armada y la Infantería de Marina estadounidenses.
La operación se llevó a cabo en respuesta al atentado terrorista contra una discoteca de Berlín Occidental, 10 días antes. Libia alegó que sufrió bajas civiles y militares, incluyendo la cifra de unas 100 personas, entre ellos, una hija adoptiva de su principal dirigente Muamar el Gadafi.
En el ataque se registraron también bajas militares estadounidenses. Posteriormente se incrementó la escalada de la violencia internacional con atentados como el del Vuelo 103 de Pan Am, atribuidos al Gobierno libio.

## Antecedentes
Libia representó una alta prioridad para el presidente Ronald Reagan poco después de su toma de posesión en 1981. El dictador libio Muamar el Gadafi era firmemente antisionista y había apoyado a los fedayines palestinos en los territorios palestinos y Siria. Hubo informes de que Libia estaba intentando convertirse en una potencia nuclear y la ocupación de Chad por Gadafi, que era rico en uranio, era una gran preocupación para Estados Unidos. Las ambiciones de Gadafi de establecer una federación de estados árabes y musulmanes en el norte de África eran alarmantes para los intereses estadounidenses. Además, el entonces secretario de Estado estadounidense, Alexander Haig, quería tomar medidas proactivas contra Gadafi porque había estado utilizando a exagentes de la Agencia Central de Inteligencia (CIA) para ayudar a establecer campamentos terroristas.
Después de los ataques a los aeropuertos de Roma y Viena de diciembre de 1985, en los que murieron 19 personas y aproximadamente 140 resultaron heridos, Muamar el Gadafi indicó que continuaría apoyando a la Fracción del Ejército Rojo , las Brigadas Rojas y el IRA mientras los gobiernos europeos apoyaran a la oposición libia.
Después de años de escaramuzas ocasionales con Libia por reclamos territoriales libios sobre el Golfo de Sidra, Estados Unidos contempló un ataque militar contra objetivos dentro del territorio continental de Libia. En marzo de 1986, Estados Unidos, afirmando el límite de 12 millas náuticas (22 km; 14 millas) a las aguas territoriales según el derecho internacional, envió un grupo de trabajo de portaaviones a la región. Libia respondió con agresivas contramaniobras el 24 de marzo que llevaron a un enfrentamiento naval en el Golfo de Sidra.

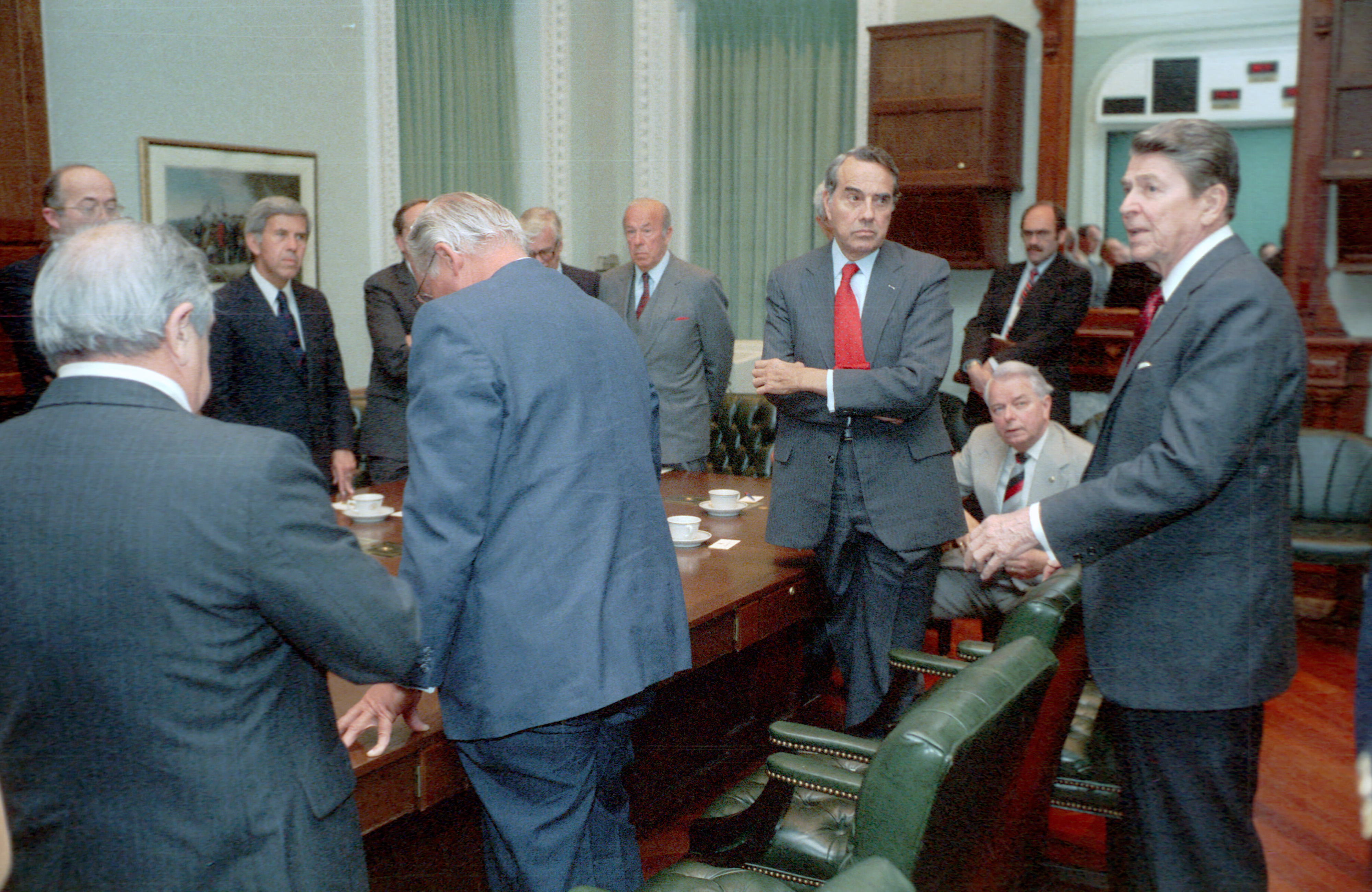
Reunión con un congreso bipartidista sobre el ataque aéreo estadounidense contra Libia.

El 5 de abril de 1986, agentes libios perpetran el atentado a la discoteca La Belle en Berlín Occidental, matando a 3 personas, entre ellas 2 militares estadounidenses y una mujer turca, e hiriendo a 229 personas, entre ellas 79 estadounidenses. Alemania Occidental y Estados Unidos obtuvieron transcripciones de cables de agentes libios en la República Democrática Alemana que estuvieron involucrados en el ataque. Años más tarde se recuperó información más detallada, cuando la Alemania reunificada investigó los archivos de la Stasi. Los agentes libios que habían llevado a cabo la operación desde la embajada de Libia en Alemania Oriental fueron identificados y procesados por Alemania en los años 1990.

## Objetivos prioritarios

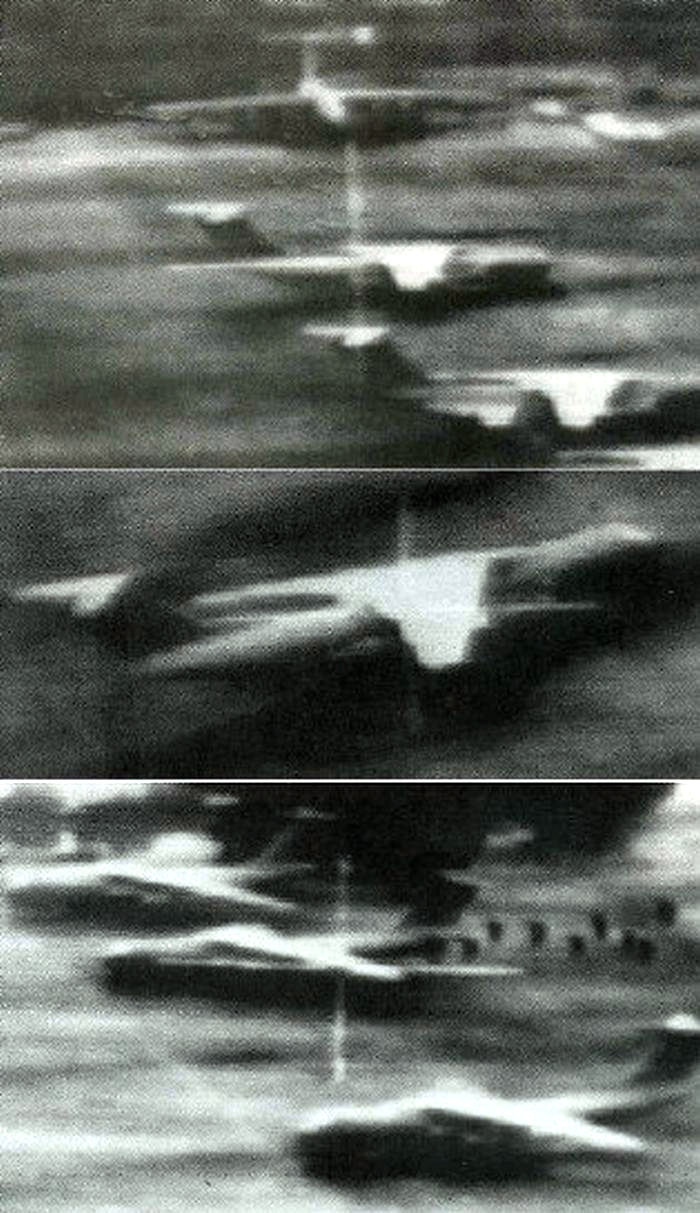
Ilyushin Il-76 objetivos del bombardeo.

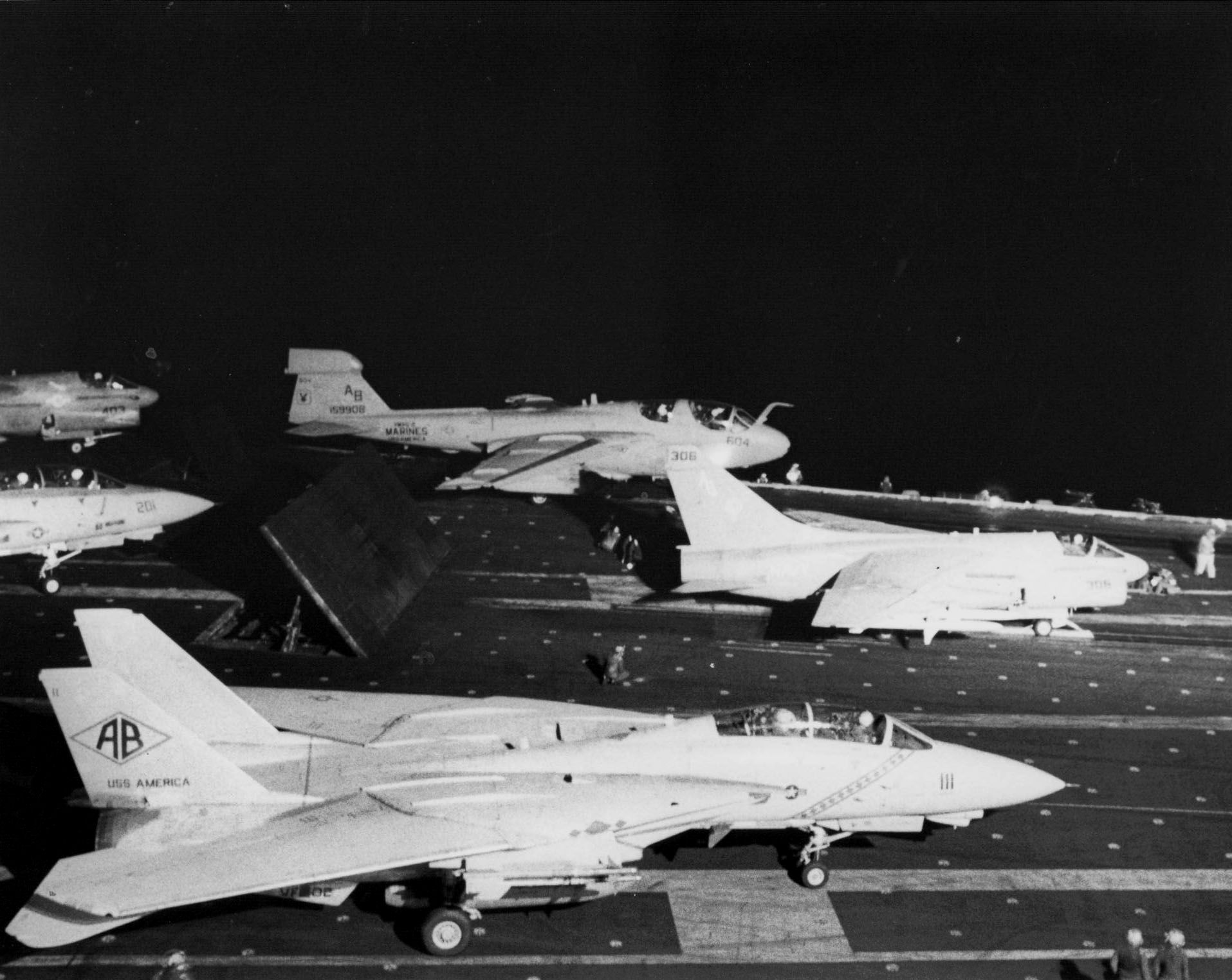
Avión CV-66 durante los ataques aéreos a Libia.

Fueron blancos prioritarios el campo de entrenamiento de terroristas de Al Jamahiriya, el Aeropuerto Internacional de Trípoli. Después de varios días improductivos de reuniones con naciones europeas y árabes, e influenciado por la muerte de un militar estadounidense, Ronald Reagan, el 14 de abril, ordenó un ataque aéreo contra los siguientes objetivos libios: 
- Cuartel de Bab al-Azizia en Trípoli: centro de mando y control de Gaddafi para operaciones en el extranjero
- Murrat Sidi Bilal en Trípoli: un campo de entrenamiento para comandos navales y hombres rana de combate
- Aeropuerto Internacional Mitiga: utilizado por el avión de transporte Ilyushin Il-76
- Cuartel de la Guardia Jamahiriyah en Bengasi: un cuartel general de comando y control alternativo para operaciones en el extranjero, y que contenía un almacén para el almacenamiento de componentes de aviones MiG .
- Aeropuerto Internacional de Benina: utilizado como base por los combatientes defensores

| Objetivo                                        | Objetivo                                        | Planificado | Planificado                               | Real                                           | Real                                | Real                                |
| Objetivo                                        | Objetivo                                        | Avión       | Bombardeo                                 | Avión                                          | Tocado                              | Perdido                             |
| ----------------------------------------------- | ----------------------------------------------- | ----------- | ----------------------------------------- | ---------------------------------------------- | ----------------------------------- | ----------------------------------- |
| Barracones de Bab al-Azizia                     | Barracones de Bab al-Azizia                     | 9× F-111F   | 36× GBU-10                                | 3× bombardeado 1× fallo 4× abortos, 1× perdido | 13                                  | 3                                   |
| Campo de Murat Sidi Bilal                       | Campo de Murat Sidi Bilal                       | 3× F-111F   | 12× GBU-10 2,000 lb LGB                   | todo bombardeado                               | 12                                  | -                                   |
| Aeropuerto de Trípoli (fmr. Base Aérea Wheelus) | Aeropuerto de Trípoli (fmr. Base Aérea Wheelus) | 6× F-111F   | 72× Mk 82                                 | 5× bombardeado 1× aborto                       | 60                                  | -                                   |
| Barracones de Jamahiriyah (Bengasi)             | Barracones de Jamahiriyah (Bengasi)             | 7× A-6E     | 84× Mk 82 500 lb RDB                      | 6× bombardeado 1× aborto en escritorio         | 70                                  | 2                                   |
| Aeropuerto de Benina                            | Aeropuerto de Benina                            | 8× A-6E     | 72× Mk 20 500 lb CBU 24× Mk 82 500 lb RDB | 6× bombardeos 2× abortos                       | 60× Mk 20 12× Mk 82                 | -                                   |
| Redes de la defensa aérea                       | Trípoli                                         | 6× A-7E     | 8× Shrike 16× HARM                        | todo el aeropuerto en llamas                   | 8× Shrike 16× HARM                  | 8× Shrike 16× HARM                  |
| Redes de la defensa aérea                       | Benghazi                                        | 6× F/A-18   | 4× Shrike 20× HARM                        | todo el aeropuerto en llamas                   | 4× Shrike 20× HARM                  | 4× Shrike 20× HARM                  |
| Totales                                         | Totales                                         | 45 aviones  | 300 bombas 48 misiles                     | 35 bombardeados 1 fallo 1 perdido 8 abortos    | 227 hits 5 misses 48 misiles a casa | 227 hits 5 misses 48 misiles a casa |